# Lea Schüller
Lea Schüller (Tönisvort, 12 de novembre de 1997) és una futbolista alemanya que juga com a davantera al Bayern de Múnic i a la selecció alemanya. El 2021 va ser elegida com la futbolista de l'any a Alemanya.

## Trajectòria
Schüller va començar a jugar a futbol a l'Hülser SV abans d'unir-se a les categories juvenils del SGS Essen el 2012. Va fer el seu debut a la Frauen-Bundesliga als 16 anys l'1 de desembre de 2013, en una derrota a casa per 2-0 contra el VfL Wolfsburg. Va marcar els seus dos primers gols a la Bundesliga el 26 de febrer de 2014, en la victòria a domicili per 3-1 contra el BV Cloppenburg. El juliol de 2017, Schüller va ampliar el seu contracte amb SGS Essen per dos anys fins al juny de 2020.
El juliol de 2020, Schüller va signar un contracte de 3 anys amb el FC Bayern de Múnic. Va debutar amb el seu nou equip en un partit de pretemporada, marcant els dos primers gols de la victòria per 3-1 contra el SC Freiburg el 9 d'agost. En el següent amistós de pretemporada, contra l'SK Slavia Praga, que es va classificar per la UWCL, Schüller va aportar un gol en la victòria per 4-0.
Schüller també va fer la seua primera aparició a la Lliga de Campions en un partit que finalitzà amb derrota per 1-2 contra el vigent campió, l'Olympique de Lió, el 23 d'agost. Posteriorment, el Bayern va ser noquejat amb una derrota global per 2-2 amb l'Olympique Lyonnais que va passar a les semifinals amb un avantatge de gol com a visitant.
El FC Bayern va començar la Frauen Bundesliga 2020-2021 contra l'SC Sand el 4 de setembre, amb Schüller a l'onze titular, on va marcar el seu primer gol a la Bundesliga amb l'equip, partit que se saldà amb una victòria per 6-0. El Bayern guanyaria el seu tercer títol de lliga aquella temporada. Schüller va marcar un total de 16 gols en la primera temporada amb el Bayern de Múnic, acabant en tercer lloc darrere de Nicole Billa del TSG 1899 Hoffenheim (23 gols) i Laura Freigang de l'Eintracht Frankfurt (17 gols) com a màximes golejadores de la temporada.
La següent temporada finalitzà amb ella com la màxima golejadora de la lliga amb 16 gols, així com la màxima golejadora del club amb 20 gols en totes les competicions.

### Internacional
Schüller va jugar amb la selecció alemanya sub-17 a la Copa del Món femenina sub-17 de 2014 de Costa Rica, jugant en els tres partits del grup. Amb la selecció sub-19, va participar en el Campionat Femení de la UEFA sub-19 a Israel, jugant de nou en els tres partits del grup i la derrota als penals davant Suècia a les semifinals. Posteriorment va formar part de la selecció alemanya sub-20 a la Copa del Món femenina sub-20 disputada a Papua Nova Guinea el 2016, on l'equip alemany va perdre contra França als quarts de final.
Schüller va ser convocada per primera vegada per l'entrenadora Steffi Jones per entrenar amb la selecció alemanya absoluta el juny de 2017, però no va ser convocada a la plantilla final per al Campionat Femení de la UEFA 2017. Va fer el seu debut internacional contra Islàndia en un partit de classificació per a la Copa del Món de 2019 el 20 d'octubre de 2017, on va entrar com a substituta i va marcar l'últim gol en el partit que se saldà amb derrota per 3-2 per a Alemanya. Més tard, l'abril de 2018, Schüller va marcar els 4 gols dels partit contra la República Txeca, en un partit classificatori.